# Andrzej Biegun
Andrzej Biegun (ur. 16 listopada 1955 w Jeleśni) – polski śpiewak operowy (baryton). 
Studiował na krakowskiej Akademii Muzycznej w klasie śpiewu; od 1981 występuje w Operze Krakowskiej oraz współpracuje z Teatrem Narodowym w Warszawie; od kilku lat występuje także na Dniach Jeleśni – święcie swojej rodzinnej miejscowości oraz uświetnia uroczystości kościelne w parafii św. Wojciecha w Jeleśni.
W styczniu 2012 otrzymał Brązowy Medal „Zasłużony Kulturze Gloria Artis”.